# بيل فرينش
بيل فرينش (بالإنجليزية: Bill French)‏ هو لاعب كرة قاعدة أمريكي، ولد في 1849 في بالتيمور في الولايات المتحدة، وتوفي بنفس المكان في 31 مايو 1893.

## وصلات خارجية
- بيل فرينش على موقعبيزبول رفرنس.كوم (الدوري الرئيسي) (الإنجليزية)